# Morir de risa
Morir de risa hace referencia al fallecimiento a causa de un ataque de risa.

## Fisiopatología
La muerte puede ser el resultado de varias patologías que se desvían de la risa benigna. El infarto de la protuberancia y de la médula oblonga en el cerebro puede causar el afecto pseudobulbar. La asfixia causada por la risa hace que el cuerpo se apague por la falta de oxígeno.
La risa puede causar atonía y colapso ("síncope"), que a su vez puede causar un traumatismo. Véase también síncope inducido por la risa, cataplexia y reflejo de Bezold-Jarisch. Las convulsiones gelásticas pueden deberse a lesiones focales en el hipotálamo. Dependiendo del tamaño de la lesión, la labilidad emocional puede ser un signo de una condición aguda, y no la causa misma de la fatalidad. El síncope gelástico también se ha asociado al cerebelo.

## En la historia

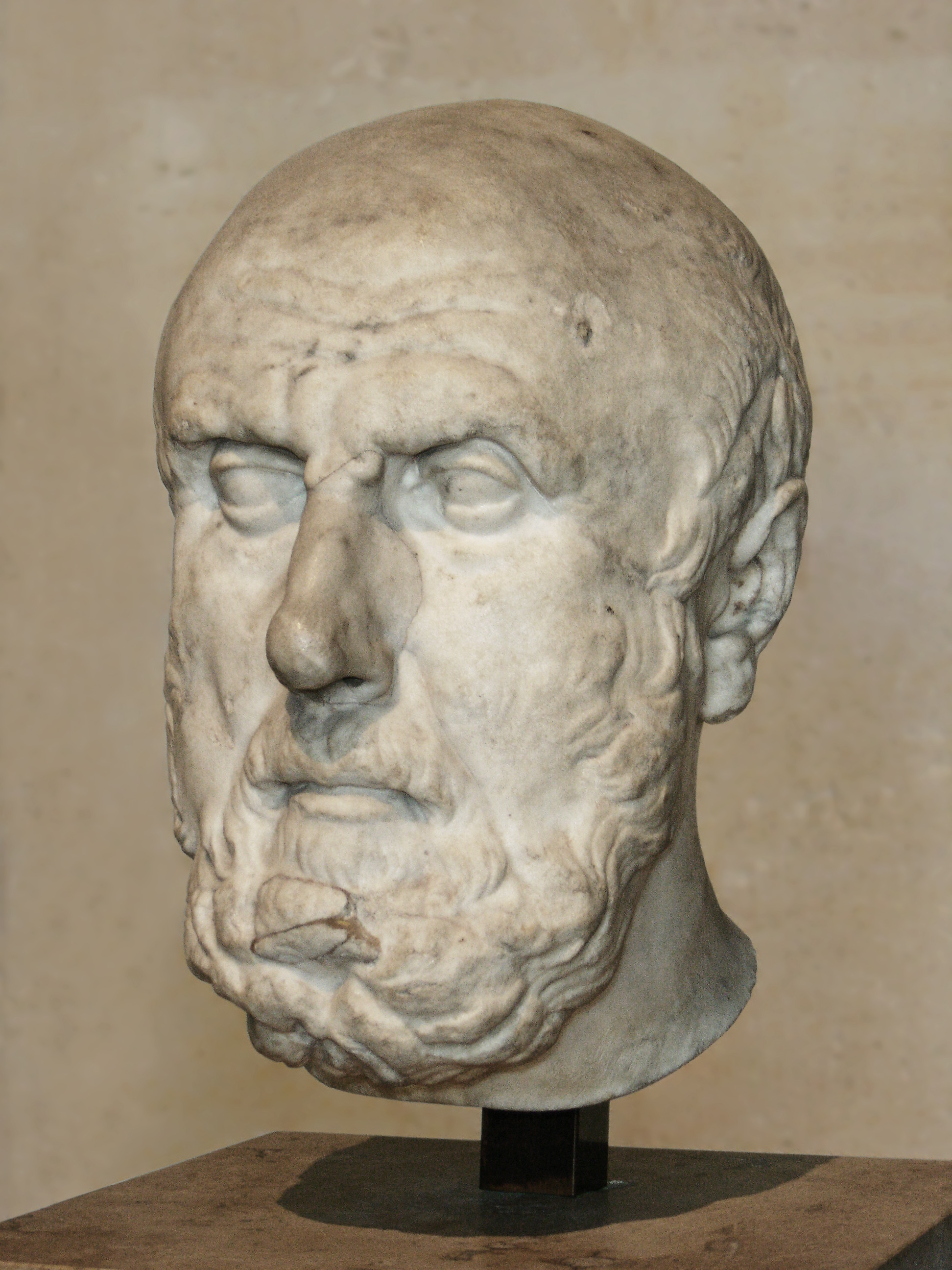
Busto de Crisipo

Probablemente el primero en la historia en morir de un ataque de risa fue Calcante, en el siglo XII a. C. Un adivino sentenció que Calcante nunca llegaría a probar el vino de sus uvas. Llegada la vendimia, Calcante invitó a su rival a beber, pero al repetir éste la profecía, Calcante soltó tal carcajada que murió asfixiado.
Se dice que el pintor griego Zeuxis murió de risa en el año 398 a. C. mientras pintaba una escena cómica. Otra variante de la historia narra que murió de risa cuando una anciana le encargó una pintura de Afrodita, pidiendo al pintor que la usara a ella como modelo.
En el siglo III a. C. el filósofo griego Crisipo murió de risa después de darle de beber vino a su burro, y ver como el animal intentaba alimentarse con unos higos.
Martín I de Aragón murió a consecuencia de una combinación letal de incontrolable indigestión y un ataque de risa en 1410.

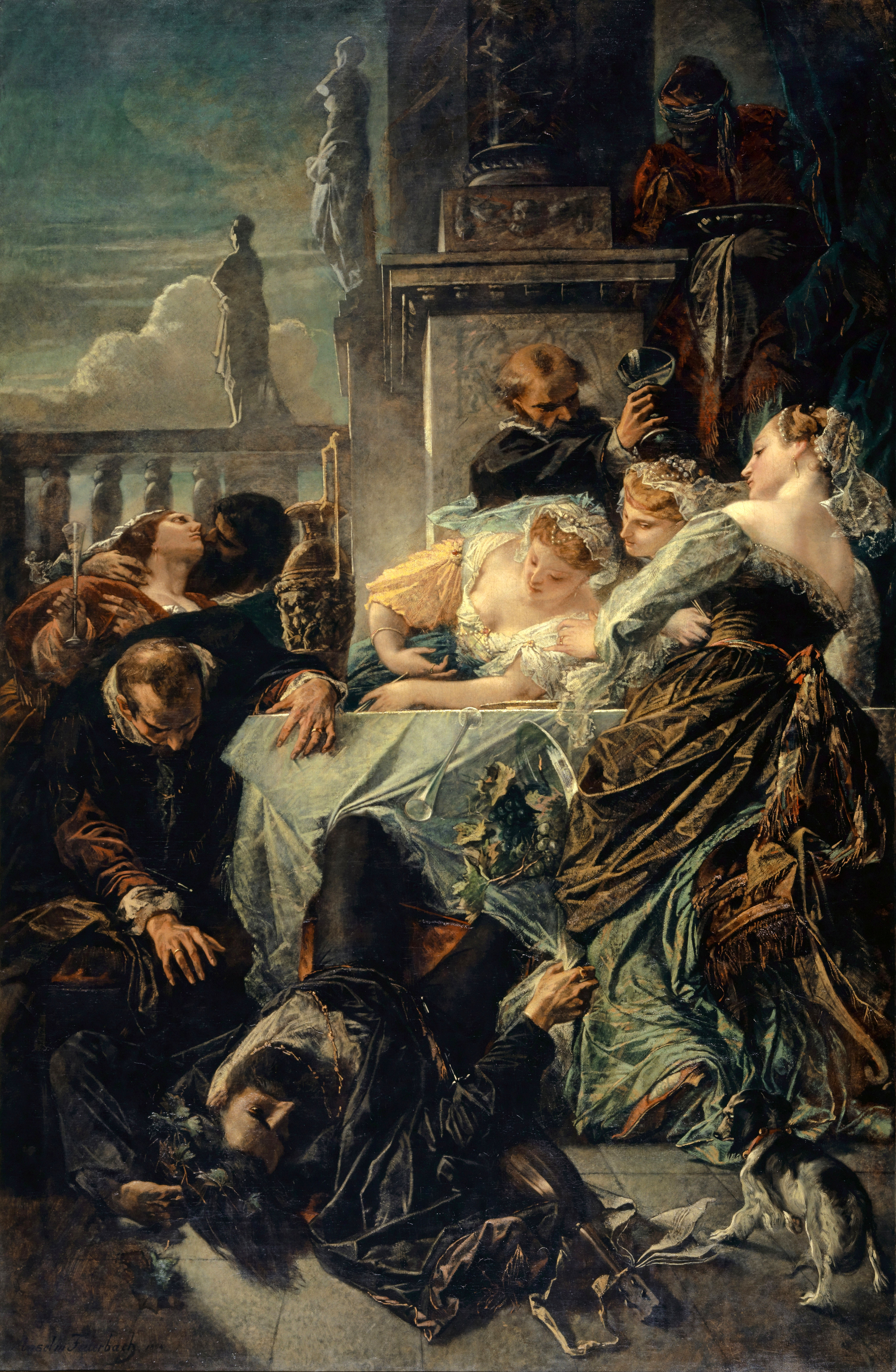
La muerte de Pietro Aretino, por Anselm Feuerbach (1854).

De Pietro Aretino "se dice que murió de un sofoco por reírse demasiado." Algunos autores afirman que Aretino murió cuando su hermana le contaba un relato erótico. En ese momento, le entró un ataque de risa que hizo que cayera de espaldas preso de una apoplejía.
Según algunas fuentes el rey de Birmania Nandabayin, en 1599 «se rio hasta morir cuando un mercader italiano que estaba de visita en Birmania le explicó que Venecia era un estado libre que no tenía rey».
Se dice que en 1660, el aristócrata escocés Thomas Urquhart, primer traductor de Rabelais al inglés, murió de risa al enterarse de que Carlos II de Inglaterra había ascendido al trono.
En 1782, la señorita Fitzherbert sufrió un ataque de risa mientras presenciaba la obra The Beggar's Opera. Cuando Charles Bannister apareció en escena como Peachum, ella tuvo un ataque de risa incontrolable tan fuerte que la tuvieron que sacar del teatro. Continuó riéndose en forma continua durante toda la noche y falleció a la mañana siguiente.
Un ejemplo más reciente, es el caso del cubano Julián del Casal —poeta y escritor del modernismo—. La noche del 21 de octubre de 1893, estando en una cena en casa del doctor Lucas de los Santos Lamadrid, murió súbitamente cuando uno de los comensales contó un chiste que le provocó un severo ataque de risa. El ataque de risa fue acompañado de una hemorragia y la mortal rotura de un aneurisma.

## En la cultura
- En el musical Little Shop of Horrors, un dentista inhala un suministro de óxido nitroso que pretendía utilizar con sus pacientes. Muere después de ponerse la máscara, aunque realmente muere a causa de la carencia de oxígeno. Sus últimas palabras fueron "¿Está usted satisfecho? Me he reído hasta..." y otro personaje completa la expresión "...morir."
- En el corto animado de 1948 Daffy Dilly, que trata de un enfermizo multimillonario que se muere de risa al lanzar tartas al Pato Lucas. Fue incorporado a la película Daffy Duck's Quackbusters en 1988.
- En la novela Infinite Jest de David Foster Wallace, hay una cinta de vídeo que contiene una película tan entretenida que toda persona que la mira pierde completamente el deseo de realizar otra actividad, entrando luego en coma y finalmente se muere. La única persona que podía ver esta película sin ser afectado era el director, quien estaba demasiado desequilibrado mentalmente como para ser afectado por su humor.
- En el primer episodio de la serie Monty Python's Flying Circus de 1969 hay un sketch titulado "El chiste más gracioso del mundo", el chiste resulta ser tan gracioso que todo aquel que lo escucha o lee inmediatamente se ríe hasta caer muerto. Por esta razón los ingleses utilizan el chiste contra los alemanes durante la Segunda Guerra Mundial. El chiste era tan letal que era necesario que cada palabra fuera traducida por un traductor distinto, ya que escuchar dos palabras podía inducir a un coma. Aunque las palabras del sketch sonaban como alemán, en realidad carecen de significado, probablemente para evitar su traducción. Dos de los miembros de Monty Python, John Cleese y Michael Palin, actuaron en Un pez llamado Wanda, sobre la cual se dice que provocó la muerte de risa de uno de sus espectadores.
- En la historieta Li'l Abner de Al Capp, se presenta una escena en la que un escritor de comedia planifica realizar una matanza en masa mediante la emisión por radio de un chiste tan gracioso que todos los radio-escuchas morirían de risa. El plan falla cuando el personaje principal de la escena, que debía entregar el chiste fatal en la radio, lo lee, y como no lo encuentra gracioso decide entonces reemplazarlo por otro chiste.
- El concepto también fue utilizado en la película ¿Quién engañó a Roger Rabbit? (del tipo animación y personajes en vivo), donde la risa en exceso era una de las dos formas en las cuales los personajes animados podían morirse (el otro método era entrar en contacto con un líquido denominado "baño", un compuesto de trementina, acetona y benceno que disuelve a los "dibus")
- El personaje El Joker de DC Comics utiliza la carcajada mortal como su modo preferido de asesinar. Sin embargo, la muerte (y posterior "mueca de la muerte") se origina en la toxina contenida en el "smilex" que el Joker le aplica a la víctima y es probablemente solo un síntoma del veneno.
- Al final de la película musical Mary Poppins (1964), el personaje del Sr. Dawes se muere de risa con un chiste que le cuenta el Sr. Banks luego de haberlo echado del banco.
- En el episodio "Scott Tenorman debe morir" de la serie South Park, Kenny se muere de risa al ver un video de Cartman.
- En el episodio "A Folky Tale", de la serie Homestar Runner, el cuento de Strong Sad termina con la frase "ellos se rieron hasta morir".
- La canción de Morrissey titulada «Come Back To Camden» comienza con la frase "Hay algo que quería contarte que es tan gracioso que querrás morirte de risa".
- En el episodio "Laughing fit" de la serie francesa Code Lyoko, estar expuesto a grandes dosis del gas hilarante puede provocar la muerte.
- En la obra The Clean House de Sarah Ruhl, el personaje llamado Matilde relata que sus padres eran las personas más graciosas de Brasil, y que fallecieron al descubrir el chiste más gracioso del mundo. Y por lo tanto Matilde ha decidido salir en búsqueda del chiste de marras.
- En la tercera novela, titulada La vida, el universo y todo lo demás, de la serie Guía del autoestopista galáctico de Douglas Adams. A un personaje llamado Prak accidentalmente le suministran una sobredosis de suero de verdad, provoca que comience a recitar la historia del universo completa. Cuando se encuentra con el protagonista del libro, Arthur Dent, recuerda algo de él que hace que comience a reír hasta que muere agotado.
- En  "Dragon Fall" (parodia de Dragon Ball), Celulitis (parodia de Cell) muere de un ataque de risa al decirle Mr. Patán (parodia de Mr. Satán) que el mismo le derrotará.
- En el film La hoguera de las vanidades de Brian De Palma, el personaje Arthur Ruskin, interpretado por Alan King, muere al reírse de la anécdota que acaba de relatar.
- En la teleserie peruana Al fondo hay sitio el personaje de "Doña Nelly" se muere de risa acompañado de un paro cardiaco, al enterarse de que ganó el premio mayor de la lotería.
- En el cuento Reír para contarla, del libro de relatos El otro lado, el físico y escritor Gustavo Ariel Schwartz nos presenta un narrador que, tras una vida seria y responsable, muere de un ataque de risa a partir de una situación cotidiana.
- En la película Ice Age: Dawn of the Dinosaurs, los protagonistas tienen que cruzar un túnel el cual Buck les dijo que cruzar y respirar, creyendo que es un gas tóxico, Crash y Eddie respiran el gas, incluyendo a Manny y Diego, viendo que el gas les cambia a una voz graciosa y también Buck lo respira y le cambia a voz que contiene helio, a pesar de las objeciones de Ellie, ya que Buck le dijo que el gas era tóxico porque, al ver esqueletos de dinosaurios bajo el puente, ellos "se rieron y murieron".